# Erwin Lingk
Erwin Lingk (* 24. September 1920 in Lehntal, Kreis Darkehmen; † 10. Mai 1979) war ein deutscher Politiker (SPD).

## Leben
Erwin Lingk wuchs in Ostpreußen auf, besuchte die Volksschule, lernte den Beruf des Schlossers und wurde nach einer Umschulung Verwaltungsangestellter.
Nach dem Ende des Zweiten Weltkriegs kam er nach Schleswig-Holstein. Im Jahr 1947 trat er der SPD bei. Von 1950 bis 1958 war er Mitglied des Stadtrats von Rendsburg und Senator. Ab 1958 lebte er in Flensburg, war dort ebenfalls Mitglied des Stadtrats und Dezernent für Jugend- und Sozialangelegenheiten. Er setzte sich insbesondere für die Unterbringung obdachloser Familien ein. Lingk und der Stadtbaurat Walter Baumgarten waren 1961 die ersten Bürger Flensburgs, die Carlisle besuchten und die Städtepartnerschaft mit der englischen Stadt in die Wege leiteten. Im Jahr 1962 übernahm Lingk den Vorsitz des Sozial- und Jugendausschusses des Deutschen Städtetages in Schleswig-Holstein, ab 1967 war er auf Bundesebene Mitglied des Sozialausschusses des Deutschen Städtetages.
Im Jahr 1954 wurde Lingk im Landtagswahlkreis Rendsburg-Nord in den Landtag Schleswig-Holsteins gewählt, dem er zunächst bis 1958 angehörte. 1962 zog er über die SPD-Landesliste in den Landtag ein, erneut 1967. Dem Landtag gehörte er bis 1971 an. Er war unter anderem Mitglied des Ausschusses für Jugendfragen, für Volkswohlfahrt, für Wahlprüfung, für die Wahrung der Rechte der Volksvertretung sowie Mitglied im Innenausschuss und im Sonderausschuss Gebietsreform. Am 17. Juli 1954 nahm er an der 2. Bundesversammlung teil.
Lingk war verheiratet und hatte drei Kinder.